# Mùa lá rụng trong vườn
Mùa lá rụng trong vườn là một tiểu thuyết của nhà văn Ma Văn Kháng, hoàn thành vào tháng 12 năm 1982 và được xuất bản lần đầu vào năm 1985.
Lấy bối cảnh một gia đình truyền thống vào những năm 80 của thế kỉ XX, khi đất nước bắt đầu có những bước chuyển mình mạnh mẽ sau chiến tranh, gây ra nhiều thay đổi tốt có, xấu có; truyện đã phản ánh chân thực những biến động trong xã hội thời bấy giờ và những ảnh hưởng to lớn của nó tới gia đình - tế bào của xã hội.
Truyện đã giành giải thưởng loại B của Hội Nhà văn Việt Nam năm 1986.

## Nội dung
Mùa lá rụng trong vườn kể về gia đình ông Bằng, một nhân viên bưu điện đã nghỉ hưu tại Hà Nội. Ông Bằng có năm người con trai. Anh cả Tường đã hi sinh ngoài mặt trận, vợ anh là Hoài đã tái giá nhưng vẫn thường xuyên viết thư thăm hỏi gia đình. Đông là anh hai, trung tá đã xuất ngũ, sống cuộc sống đơn giản và thậm chí là hơi lười biếng với Lý, cô con dâu đảm đang, nhanh nhẹn. Con trai thứ ba của ông là Luận, một nhà báo có nhiều trăn trở, suy tư về cuộc sống. Vợ anh là Phượng, một người tốt bụng, luôn sẵn lòng giúp đỡ mọi người. Trái ngược với các anh em, người con thứ tư - Cừ, lại hư hỏng, không nghe lời cha mẹ, đã từng bị đuổi khỏi quân đội. Cuối cùng, em út Cần đang đi học ở Liên Xô, sắp về nước.
Ông Bằng cùng với gia đình Đông và Luận sống trong căn nhà đầu phố tĩnh mịch, cách khá xa sự ồn ào, hỗn loạn của chốn thị thành. Tuy nhiên, trong ngôi nhà yên tĩnh ấy, bi kịch ập tới khi Cừ bỏ việc ở xí nghiệp, trốn ra nước ngoài, bỏ lại vợ và hai con nhỏ. Đối với ông Bằng, người cha vốn rất nghiêm khắc trong việc giáo dục con cái, vốn đề cao những giá trị tinh thần truyền thống, đề cao đạo đức thì đây là một cú sốc quá lớn. Sau khi trốn sang Canada, Cừ mới nhận ra lỗi lầm của mình thì đã muộn. Anh liền gửi bức thư cuối cùng về nhà trước khi uống thuốc tự tử. Nhận được thư, bệnh cao huyết áp của ông Bằng tái phát, khiến ông phải nhập viện, rồi qua đời. Đồng thời, vợ và hai con trai của Cừ vô cớ bị sa thải khỏi nông trường, phải đến ở nhờ nhà ông Bằng, rồi nhà chị Hoài. Trước tình cảnh khó khăn, Luận, Phượng và Hoài đã tỏ rõ mình là những người có tinh thần trách nhiệm cao đẹp, thương người như thể thương thân.
Chuyện của Cừ chưa nguôi ngoai thì bi kịch khác lại đến. Lý cảm thấy quá mệt mỏi và chán chường khi sống cạnh Đông, người chồng lôi thôi, tối ngày chỉ biết đánh tổ tôm, không quan tâm tới vợ. Chị bị ông trưởng phòng vật tư ở cơ quan dụ dỗ. Vốn là con người ít học, nhiễm lối sống thị thành xô bồ từ nhỏ, Lý dần dần bị cám dỗ. Chị đã có lần đi công tác Sài Gòn gần tháng trời với ông ta, sống cuộc sống ăn chơi, hưởng lạc, bỏ bê gia đình. Rồi cuối cùng chị bỏ chồng, theo ông ta vào Sài Gòn hẳn. Chỉ tới lúc đã đi khỏi nhà chị mới nhận ra lỗi sai của mình, viết thư tỏ ý muốn quay trở về. Câu chuyện kết thúc vào một đêm giáp Tết, khi mọi người nhận được thư của Lý.

## Nhân vật chính
- Ông Bằng là người cha nghiêm khắc, mẫu mực, luôn cố gắng giữ gìn nền nếp gia đình. Ông luôn dạy con cái phải tôn trọng những giá trị đạo đức truyền thống của dân tộc, đặc biệt là trong thời kì đất nước đi lên với nhiều thay đổi cả tích cực lẫn tiêu cực. Bề ngoài, ông luôn tỏ ra là một người bình tĩnh, cố gắng giữ thế cân bằng trước mọi biến chuyển lớn trong gia đình. Ông yêu âm nhạc và chỉ nghe đi nghe lại bản nhạc "Vườn khuya". Sau khi bà Bằng mất, ông chỉ có bà lang Chí hàng xóm làm bạn.
- Tường và Hoài: Tường là anh cả, đã hi sinh vào năm 1959. Lúc đó, Hoài vẫn chưa có con với anh. Sau khi chịu tang chồng, chị về quê, kết hôn và có con với người khác. Tuy vậy, tình cảm của Hoài với gia đình ông Bằng vẫn còn rất sâu nặng. Chị thường xuyên viết thư thăm hỏi, theo sát mọi việc trong nhà, sẵn sàng giúp đỡ ba mẹ con Cừ khi họ gặp khó khăn.
- Đông và Lý: Đông là trung tá quân đội, đã về hưu. Trước một xã hội càng ngày càng phức tạp và biến đổi không ngừng, Đông lại sống và suy nghĩ vô cùng đơn giản. Trong cuộc sống thường ngày, Đông là người chậm chạp, thậm chí có hơi lười biếng, thường xuyên đi đánh tổ tôm... Vợ anh là Lý, một tính cách trái ngược: nhanh nhạy, năng động, đảm đang. Chị luôn luôn làm tốt mọi công việc trong gia đình, cơ quan. Tuy nhiên, Lý cũng bộc lộ những điểm chưa tốt: ham mê quyền lực, muốn chuyện gì cũng theo ý mình, hơn nữa lại có lối suy nghĩ thực dụng, quá coi trọng vật chất, coi trọng đồng tiền. Luận đã nhận xét về chị: "Thiếu sự bảo trợ của những giá trị tinh thần khác, những gì là tốt đẹp trong bản chất chị bỗng trở thành bấp bênh", để rồi cuối cùng, không được mọi người quan tâm, nhắc nhở, chị đã sa ngã.
- Luận và Phượng: là hai con người tốt bụng, giàu lòng thương người. Là một nhà báo, Luận biết rất rõ những ảnh hưởng mà nền kinh tế thị trường đã và đang gây ra cho xã hội, cũng như cho gia đình anh. Qua con mắt nhìn tinh tế, anh dễ dàng hiểu được tính tình những người trong gia đình, nắm rõ điểm tốt, điểm chưa tốt trong nhân cách mỗi người. Luận thiên về tư duy, còn Phượng lại thiên về hành động. Học ở trường Kinh tế - Tài chính, chị lại phải lên Hoàng Liên Sơn làm một công việc không phù hợp với khả năng của mình, rồi mãi mới về Hà Nội, làm kế toán trong xí nghiệp in. Phượng và Luận luôn chứa chan tình thương yêu mọi người. Vì vậy, hai người sẵn sàng bán cả nhẫn, cả áo để có tiền chăm sóc cho ba mẹ con Cừ khi họ ở nhà ông Bằng, và dễ tha thứ cho Lý khi chị mắc sai lầm. Họ cũng luôn luôn yêu thương, gắn bó thủy chung với nhau.
- Cừ, người con thứ tư, lại được xem như một sự thất bại trong việc dạy con của ông Bằng. Ngay từ khi còn nhỏ, những giá trị đạo đức được bố mẹ đề cao thì anh lại xem thường, không coi ra gì. Khi đi bộ đội, viết thư về nhà, anh chỉ kêu khổ và đòi tiền của cha mẹ; rồi sau đó bị đuổi vì tội ăn cắp quân trang. Cừ đã có hai con với một cô dệt chiếu ở nông trường. Sau này, nhờ có Luận giúp đỡ, Cừ được đi học nghề ở nước ngoài, rồi về nước làm việc trong một xí nghiệp. Chứng nào tật nấy, anh cùng với một cô gái lên tàu thủy trốn sang Canada. Chỉ khi làm việc ở trại tị nạn, anh mới có thời gian suy ngẫm và nhận ra: "Khinh rẻ giá trị tinh thần thì đời trống rỗng, hoang tàn". Cuối cùng, Cừ uống thuốc độc tự tử để chấm dứt cuộc đời vô nghĩa lý của mình.
- Cần là em út, được cử đi học tập ở Liên Xô. Anh đã có một mối tình đẹp với cô bạn học Vân, mặc dù bị cha mẹ Vân tìm đủ mọi cách ngăn cản. Sau năm năm đi học ở nước ngoài, anh đã từ bỏ cơ hội học lên cao để giữ đúng lời hứa với Vân, lúc này đã là cô công nhân xí nghiệp Nhuộm-Giặt-Là. Trong một cuộc gặp gỡ ở vườn nhà Cần, anh đã ngỏ lời cầu hôn Vân.

## Chuyển thể
Truyện được chuyển thể thành phim truyền hình 13 tập Mùa lá rụng của đạo diễn Quốc Trọng, phát sóng năm 2001.